# Chira Apostol
Chira Apostol, férjezett neve Chira Stoean (Alexeni, 1960. június 1. –) olimpiai és világbajnok román evezős.

## Pályafutása
Az 1984-es Los Angeles-i olimpián kormányos négyesben aranyérmet szerzett társaival. 1983-ban és 1985-ben világbajnoki ezüst-, 1986-ban aranyérmes lett kormányos négyesben.

## Sikerei, díjai
- Olimpiai játékok
  - aranyérmes: 1984, Los Angeles (kormányos négyes)
- Világbajnokság – kormányos négyes
  - aranyérmes: 1986
  - ezüstérmes (2): 1983, 1985